# Unwetterstele
Als Unwetterstele bezeichnet die Ägyptologie eine beschriftete Stele, die in Karnak (Ägypten) gefunden wurde und eine Naturkatastrophe beschreibt, die sich zwischen dem 11. und dem 22. Regierungsjahr von Pharao Ahmose I. ereignet haben soll. Der Text schildert die Auswirkung eines großen Unwetters in Theben und berichtet von Restaurierungsarbeiten, die Ahmose I. an den Tempeln des Landes durchführen ließ. Die inhaltliche Interpretation der Unwetterstele ist äußerst umstritten.

## Auffindung und Publikation
Teile der Stele wurden durch französische Archäologen zwischen 1947 und 1951 verbaut im 3. Pylon des Tempels von Karnak entdeckt. Publiziert wurde die Stele erstmals 1967 durch den belgischen Ägyptologen Claude Vandersleyen, der ein Jahr später auch zwei weitere Fragmente hinzufügen konnte.

## Inhalt und Übersetzung
Inhaltsübersicht
Die Unwetterstele beschreibt eine Naturkatastrophe, die sich während der Herrschaft von König Ahmose I. ereignet haben soll: Der Himmel verfinsterte sich von Westen und es begann ein ununterbrochener Starkregen, der für mehrere Tage anhielt. Die hohen Niederschlagsmengen verursachten eine verheerende Nilflut, die Gebäude zerstörte und Menschen tötete. Es wird eine außergewöhnliche Dunkelheit beschrieben, die auch tagsüber anhielt. Das Unwetter wurde zudem von einem unbeschreiblichen Lärm begleitet. Nach dem Ende der Naturkatastrophe wurden Gräber, Tempel und Pyramiden verwüstet aufgefunden. König Ahmose I. veranlasste nach dem Zurückweichen der Fluten die umgehende Restaurierung der zerstörten Gebäude und ordnete die Schaffung und Aufstellung von reich verzierten Götterstatuen an.
Übersetzung der Inschrift

„[1. Regierungsjahr . unter der Majestät des]

[Horus, mit großen Manifestationen], [Herr]innen, mit vollkommener (Wieder-)Geburt; Horus des Himmels, der die Beiden Länder verwaltet, König von Ober- und Unterägypten, Nebpechti-Re, Sohn des Re (Ahmose), er lebe ewig. Seine Majestät war (...)

aufgebrochen, nachdem Re selbst ihn zum König [eingesetzt] hatte. Seine Majestät hatte [einige Zeit] bei der Ortschaft „Die die Beiden Länder ernährt“ verweilt,

[die in der Gegend] südlich von Dendera liegt; Amun-Re, der Herr der Throne Beider Länder aber befand sich währenddessen im oberägyptischen Heliopolis. [Nun] war Seine Majestät per Schiff nach Süden gekommen, um ihm

reine (...) darzubringen. Nach dem großen Op[fer] (...)

und man richtete die Aufmerksamkeit auf diesen (...). Während dessen (...) das Kultbild dieses Gottes aber (...).

wobei sein Körper diesen Tempel bezogen hatte (?), und seine Glieder in Freude waren. [Nun fuhr Seine Majestät] stromab (zurück)

zur Residenz des Königs - Leben, Heil, Gesundheit. Dieser große [Gott] aber wünschte, dass Seine Majestät [zu ihm zurückkehre], [und] (auch) die (anderen) Götter fragten nach

[allen] (Angelegenheiten) ihres Kultbetriebes. [Da ließen] die Götter am Himmel einen Regensturm aufziehen: [Finsternis] in der westlichen Gegend, der Himmel

bewölkt, ohne ein [Wolkenloch], [lauter als die Stimme der] Untertanen, stärk[er als]. [Das Unwetter tobte] über der Wüste (lauter) als das

Tosen der Nilquellen in Elephantine. Jedes Haus und jedes Lager, das sie (der König und sein Gefolge) erreichten - es war eingestürzt, und die, die sich darin befunden hatten, waren umgekommen; ihre Leichname

trieben auf dem Wasser wie Papyrusnachen, - sogar bis in die Palastkanzlei - für eine Dauer von (...) Tagen,

(und es herrschte solche Dunkelheit) dass eine Fackel die Beiden Länder nicht erhellen konnte. Da sagte seine Majestät: „Oh wie viel größer ist dieses als die Machterweise des großen Gottes [und als] die Natur der Götter!“

Seine Majestät stieg zu seiner Barke hinab; seine Räte befanden sich hinter ihm, während sein Heer (ihn) auf der West - und der Ostseite abschirmte, denn es gab keine (Ufer)bedeckung (mehr) darauf,

nachdem der Machterweis des Gottes sich ereignet hatte.

Seine Majestät gelangte zur thebanischen Residenz, das Gold (der Gott) trat dem Gold dieses Kultbildes gegenüber, damit er (der Gott) den empfange, den er gewünscht hatte.

Nun konsolidierte seine Majestät die Beiden Länder und sorgte (selbst) für die überfluteten Gebiete; er hielt nicht inne bei ihrer Versorgung mit Silber und mit

Gold, mit Bronze, mit Salben und Kleidung und mit allen, was an Gewünschtem noch fehlte. Seine Majestät ruhte im Palast - Leben, Heil, Gesundheit.

Da machte man Seine Majestät auf das (gewaltsame) Eindringen (in) die heiligen Bezirke aufmerksam, das Niederreißen von Gräbern, die Zerstörung der (Toten)tempel, und die Verwüstung (o.ä) der Gräber,

(kurz auf alles) Geschehene, das sich (sonst noch) nie ereignet hatte. Darauf befahl Seine Majestät, die Tempel zu befestigen, die im ganzen Land dem Verfall nahe waren, und die Denkmäler

der Götter (wieder) herzurichten, ihre Umfassungsmauern zu errichten, die Heiligkeiten in eine erhabene Kammer zu bringen, den geheimen Ort zu verbergen, die Kultbilder

wieder in ihre Kapellen zu setzen, die (zuvor) zu Boden gefallen waren, die Feuerbecken aufzurichten und die Altäre wieder aufzustellen, ihre Opferspeisen (aufs neue)

festzustellen, und die Einkünfte der Beschäftigten zu vermehren, um das (ganze) Land (wieder) wie in seinem vorherigen Zustand sein zu lassen. Da tat man [alles] so, wie [Seine Majestät es zu tun befoh]len hatte.“

## Interpretationen
Innerhalb der ägyptologischen wie auch historischen Forschung werden verschiedene, teils auseinandergehende Ansichten zur Bedeutung der Inschrift vertreten. Die Aussagen der Unwetterstele werden von Forschern wie Kim Ryholt als bloße Metapher verstanden, als ein verschlüsselter Bericht über die Zerstörungen Ägyptens durch die Hyksos. Demnach wäre der Einfall der Hyksos mit einem Unwetter verglichen und entsprechend umschrieben worden.
Daniel Polz und andere widersprechen dem entschieden. Sie werfen die Frage auf, warum ein Pharao einen Feindeseinfall in Ägypten derart kryptisch verschlüsseln sollte. Militärkampagnen und Feldzüge wurden zwar stets so abgeschlossen, dass ein Pharao als Sieger dastand, aber sie wurden historisch wie chronologisch unverschlüsselt und bezüglich ihrer Abläufe wahrheitsgemäß wiedergegeben. James P. Allen und andere sehen in bestimmten Textstellen Hinweise darauf, dass es während der Unwetterkatastrophe zu Plünderungen durch Einheimische kam. Dies würde auch die rege Bau- und Restaurationstätigkeit der Herrscher während der 17. und 18. Dynastie erklären.
Toby Wilkinson und andere halten einen besonders starken Monsunregen mit einhergehender Nilflut für denkbar.
Malcolm H. Wiener, James P. Allen und andere vermuten, dass die Unwetterstele Auswirkungen des Ausbruchs des Vulkans von Santorin auf Ägypten beschreibt. Diese sogenannte Minoische Eruption hätte demnach auch große Teile Ägyptens verwüstet. Als Indizien führen sie die Beschreibungen in der Inschrift von ungewöhnlichem Lärm während des Unwetters sowie die – ihrer Meinung nach – ebenfalls untypische Finsternis während des Unwetters an. Der beschriebene „Lärm“ sei demnach das Dröhnen der Erde gewesen, ausgelöst durch den Vulkanausbruch; die Aschewolke wäre für die Dunkelheit verantwortlich. Außerdem sei die beschriebene Flut für einen einfachen Monsunregen als zu zerstörungsreich dargestellt. Es gilt als gesichert, dass die Santorin-Eruption einen oder mehrere Tsunamis auslöste. Die Tsunamis haben auch das tiefliegende Nildelta überflutet, was die verheerenden Zerstörungen erklären könnte. Auf der Arabischen Halbinsel existieren bis heute aktive Vulkane, und es ist möglich, dass diese durch die extreme Santorin-Eruption ebenfalls ausbrachen. Starkregen begleiten viele Vulkanausbrüche, lokale Starkregen entstehen durch die Eruptionsgewitter. Andererseits sind in Ägypten keinerlei Ablagerungen vulkanischer Asche gefunden worden, die in die Herrschaftszeit des Ahmose fallen.
Zusätzlich ist Ägypten eines der wenigen afrikanischen Länder, in dem starke Erdbeben auftreten. Es existiert eine Korrelation zwischen Erdbeben und vulkanischer Aktivität. Darum ist es möglich, dass die Minoische Eruption in Ägypten ein Erdbeben ausgelöst hat.
Allen und Wiener weisen darauf hin, dass die ägyptischen Schreiber des Neuen Reiches manchmal zur literarischen Übertreibung neigten und dies möglicherweise auch auf die Unwetterstele zutreffen könnte.

## Ereignisdatierung
Ägyptologen wie Wolfgang Helck, Thomas Schneider, Rolf Krauss und Friedrich Graf bewerten die Datierung des Unwetters unterschiedlich. Krauss und Schneider schätzen das erste Regierungsjahr von Ahmose I. auf das Jahr 1539 v. Chr., wobei Helck für das neunte Regierungsjahr von Amenophis I. einen Zeitraum zwischen 1516 und 1505 v. Chr. angibt. Graf vermutet für das erste Regierungsjahr von Ahmose I. das Jahr 1541 v. Chr. Die Entstehung der Unwetterstele würde insgesamt in den Zeitraum zwischen 1530 und 1516 v. Chr. fallen, was sich zeitlich auch in etwa mit der traditionellen Datierung der Minoischen Eruption decken würde.
Das Papyrus Ipuwer enthält eine sehr ähnliche Beschreibung einer Naturkatastrophe, sie wird aber auf etwa 1670 (± 40) v. u. Z. datiert.